# 己二腈
己二腈是具有分子式(CH2)4(CN)2的有机化合物。 它是具有粘性的无色的液体，是重要的聚合物尼龙66的前体。在2005年，其生产量可以达到一亿公斤。

## 合成
现在的主要制备己二腈的方法是通过在镍催化下，对二丁烯的氢氰化。该方法最早由杜邦发现。反应式为：
CH2=CHCH=CH2  +  2 HCN   →  NCCH2CH2CH2CH2CN

## 毒性
丁二腈的大鼠口服LD50为300 mg/kg